# Grote Prijs Stad Zottegem 1997
Il Grote Prijs Stad Zottegem 1997, sessantaduesima edizione della corsa, si svolse il 19 agosto 1997 su un percorso di 166 km, con partenza e arrivo a Zottegem. Fu vinto dal danese Frank Høj della Collstrop-Zeno Project davanti ai belgi Dany Baeyens e Jo Planckaert.

## Ordine d'arrivo (Top 10)
| Pos. | Corridore         | Squadra                 | Tempo    |
| ---- | ----------------- | ----------------------- | -------- |
| 1    | Frank Høj         | Collstrop-Zeno Project  | 4h07'26" |
| 2    | Dany Baeyens      | Collstrop-Zeno Project  |          |
| 3    | Jo Planckaert     | Lotto-Mobistar-Isoglass |          |
| 4    | Nico Mattan       | Mapei-GB                |          |
| 5    | Robbie McEwen     | Rabobank                |          |
| 6    | Paul Van Hyfte    | Lotto-Mobistar-Isoglass |          |
| 7    | Peter Van Petegem | TVM-Farm Frites         |          |
| 8    | John Talen        | Foreldorado-Golff       |          |
| 9    | Robbie Vandaele   | Ipso-Euroclean          |          |
| 10   | Tom Steels        | Mapei-GB                |          |